# Prince and the Revolution: Live
Prince and the Revolution: Live ist das fünfte Livealbum des US-amerikanischen Musikers Prince. Es erschien postum am 3. Juni 2022 als Doppel-CD bei dem Label Legacy Recordings / NPG Records und stammt von einem Livekonzert am 30. März 1985, das Prince mit seiner damaligen Begleitband The Revolution im Rahmen seiner Purple-Rain-Tour im Carrier Dome in Syracuse in New York absolvierte.
Außerdem enthält die Doppel-CD das Livekonzert auf Blu-ray Disc. Dieses Konzert wurde damals von dem deutschen TV-Sender WDR im Rahmen der Sendung Rockpalast Nacht europaweit live im Fernsehen übertragen. Im Juli 1985 wurde es bereits auf Videokassette veröffentlicht, 2017 auf DVD und 2020 als digitales Download-Album und Stream.
Die Musik zählt zu den Genres Contemporary R&B, Electro Funk, Elektronische Tanzmusik, Funk, Pop und Rock. Als musikalische Gäste wirken Apollonia 6, Saxophonist Eric Leeds und Sheila E. mit. Musikkritiker bewerteten sowohl das Livealbum als auch die DVD / Blu-ray Disc zum Teil hervorragend und aus kommerzieller Sicht erreichte es in einigen Ländern Top-Ten-Platzierungen, erzielte aber weder Gold- oder Platinstatus.

## Entstehung
Fünf Tage bevor er das Konzert in Syracuse absolvierte, bekam Prince am 25. März 1985 einen Oscar für die Filmmusik von Purple Rain. Damals stand er in den USA auf dem kommerziellen Höhepunkt seiner Karriere; in den vorausgegangenen 24 Monaten waren sechs seiner Singles in den amerikanischen Top Ten, wovon zwei Platz eins erreichten. Zudem erschien im Juni 1984 sein erfolgreichstes Album Purple Rain, das sich bis März 1985 allein in den USA über neun Millionen Mal verkaufte.

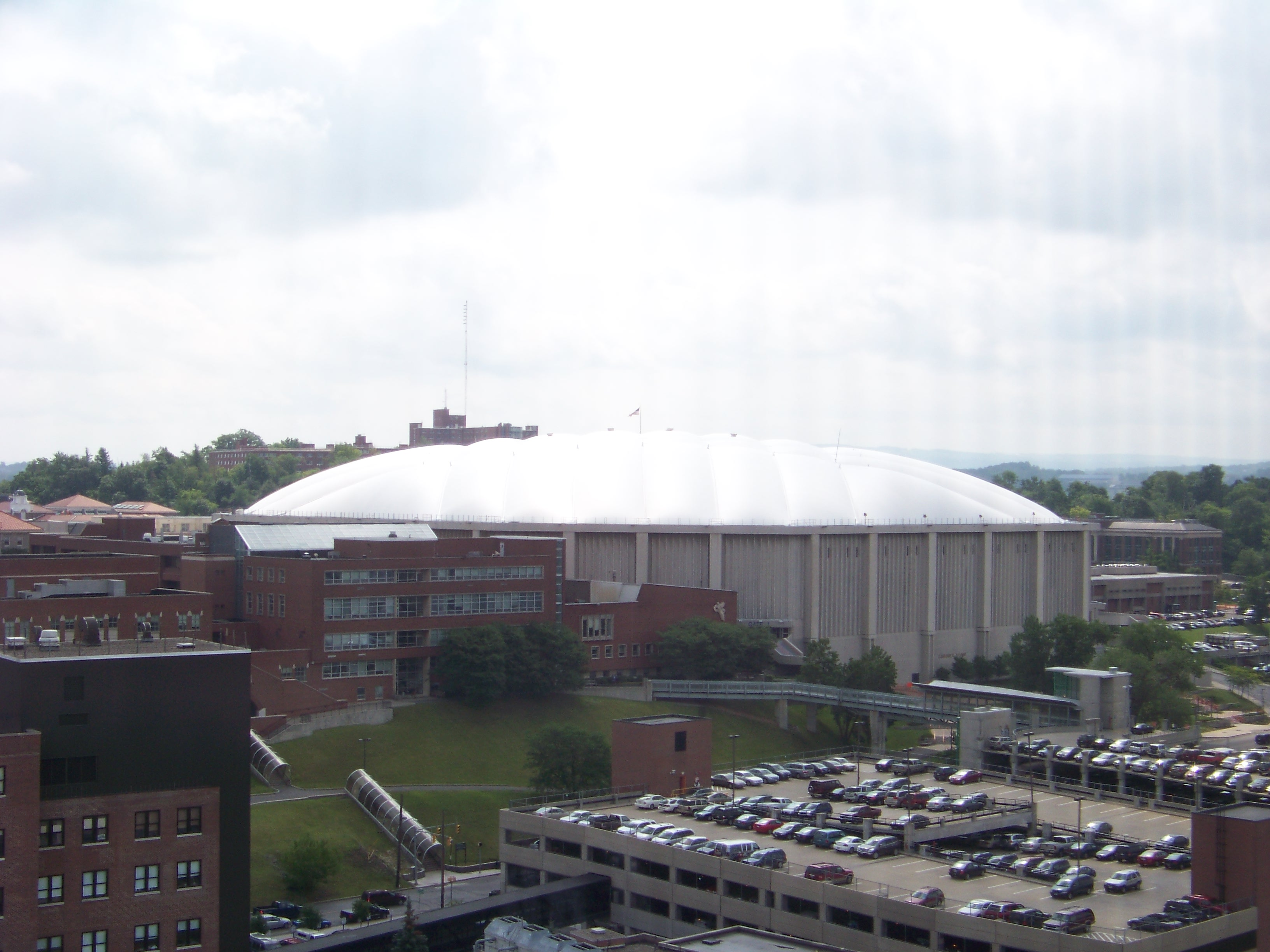
Der Carrier Dome in Syracuse, 2008

Das Konzert im Carrier Dome gab Prince im Rahmen seiner Purple-Rain-Tour, die am 4. November 1984 in der Joe Louis Arena in Detroit in Michigan begann und am 7. April 1985 im Orange Bowl Stadium in Miami in Florida endete. Die Tournee umfasste 98 Konzerte, davon 96 in den USA und zwei in Toronto (Kanada), spielte 30 Millionen US-Dollar ein und wurde von insgesamt zirka 1,75 Millionen Menschen besucht, womit sie die erfolgreichste Tournee in seiner Karriere war. Die Gesamtkosten der Bühnenproduktion betrugen in etwa 300.000 US-Dollar. Als Vorgruppe trat Sheila E. mit ihrer Begleitband für zirka 40 Minuten auf.
Prince and the Revolution: Live war am 30. März 1985 das 93. der 98 Konzerte und fand an einem Samstagabend gegen 20 Uhr Ortszeit im 49.000 Zuschauer fassendem Carrier Dome statt, der allerdings nicht ausverkauft war; Prince selbst gibt die Zuschauerzahl während des Konzerts mit 40.000 an. Eine Eintrittskarte für dieses Konzert kostete 17,50 US-Dollar (damals ungefähr 51 DM).
Da Prince mit der Purple-Rain-Tour nicht in Europa gastierte, wurde das Konzert in Syracuse per Satellit live in Europa im Fernsehen übertragen und von zirka 12 bis 15 Millionen Menschen verfolgt. Zuvor war er erst drei Mal in Europa live aufgetreten, und zwar im Jahr 1981 nach seiner Dirty-Mind-Tour. Seine Begleitband The Revolution bestand bei der Purple-Rain-Tour aus den folgenden fünf Mitgliedern:
- Bobby Z. (* 9. Januar 1956 als Robert B. Rivkin) – Schlagzeug
- Brown Mark (* 8. März 1962 als Mark Brown) – Backing Vocals, E-Bass
- Dr. Fink (* 8. Februar 1957 als Matthew Robert Fink) – Backing Vocals, Keyboard
- Lisa Coleman (* 17. August 1960) – Backing Vocals, Keyboard
- Wendy Melvoin (* 26. Januar 1964 als Wendy Ann Melvoin) – Akustische Gitarre, Backing Vocals

Am 30. März 2022, exakt 37 Jahre nach dem Konzert in Syracuse, gab The Prince Estate („Der Prince-Nachlass“) bekannt, das Konzert digital nachbearbeitet zu haben und im Juni 2022 erstmals als Audio-Version sowie auf Blu-ray Disc veröffentlichen zu wollen.

## Gestaltung des Covers
Abgesehen von Prince sind auf dem Frontcover die damaligen fünf Mitglieder seiner Begleitband The Revolution – Bobby Z., Brown Mark, Dr. Fink, Lisa Coleman und Wendy Melvoin – abgebildet. Zudem ist Sheila E. in Form eines Gemäldes zu sehen. Das Livealbum besitzt ein 24-seitiges Booklet, das verschiedene Fotos von Prince und von The Revolution auf der Purple-Rain-Tour zeigt. Die Liner Notes wurden von der amerikanischen Autorin, Musikjournalistin und Radiomoderatorin Andrea Swensson aus Minnesota verfasst. Sie war bereits für die Liner Notes der Alben 1999 Super Deluxe (2019) und Sign o’ the Times Super Deluxe (2020) zuständig gewesen.
Prince and the Revolution: Live ist auch als limitierte „Collector’s Edition“ erhältlich. Das Boxset dieser Edition besitzt ein 44-seitiges Buch im Format 12 × 12 cm mit zuvor unveröffentlichten Fotos der Purple-Rain-Tour, zusätzlichen Liner Notes, die Geschichten und Erinnerungen von The Revolution hervorheben, sowie ein Poster in der Größe 24 × 36 cm. Sowohl die Collector’s Edition als auch die herkömmliche Ausgabe wurden von dem französischen Artdirector und Fotograf Mathieu Bitton (* 1973) sowie dem Creative Director und ehemaligen Prince-Gitarrentechniker Trevor Guy – Ehemann von 3rdEyeGirl-Bassistin Donna Grantis – gestaltet. Bitton und Guy hatten bereits im Jahr 2021 bei der Covergestaltung des Albums Welcome 2 America mitgewirkt.

## Musik

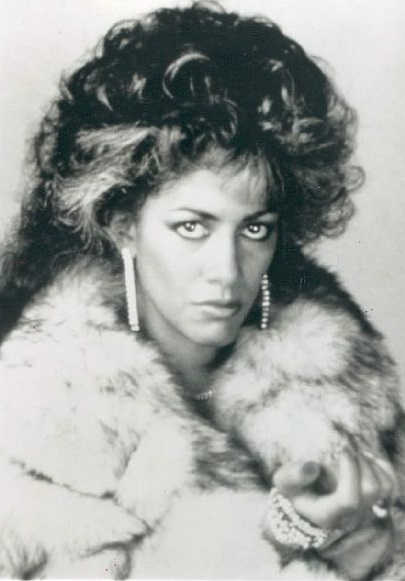
Sheila E., 1985

Die Musik zählt zu den Genres Contemporary R&B, Electro Funk, Elektronische Tanzmusik, Funk, Pop und Rock. Als musikalische Gäste wirken Saxophonist Eric Leeds (* 1952) sowie die damals von Prince produzierten Künstler Apollonia 6 und Sheila E. mit.
Das Konzert beginnt mit dem von Prince gesprochenen Satz: „Hello, Syracuse and the world. My name is Prince and I’ve come to play with you“ („Hallo, Syracuse und die Welt. Ich heiße Prince und bin gekommen, um mit euch zu spielen“). Im Verlauf des Konzerts vollzieht er mehrere Kostümwechsel, manchmal singt er auch mit freiem Oberkörper. Gelegentlich leckt er den Mikrofonständer ab und simuliert sexuelle Handlungen.
Possessed, der neunte Track auf der ersten CD, war damals unveröffentlicht. Zwar stellte Prince den Song am 25. April 1984 im Tonstudio Sunset Sound in Los Angeles in Kalifornien fertig und platzierte ihn im Film Purple Rain, allerdings ist er dort nur als Instrumentalversion zu hören. Das Stück widmete er James Brown. Erst 2017 wurde die Studioversion mit Prince’ Gesang postum auf dem Album Purple Rain Deluxe herausgebracht.
Auf der zweiten CD spricht Prince nach Darling Nikki und vor The Beautiful Ones als Überleitung den Liedtext des damals wie heute (2025) unveröffentlichten Songs I’m So Confused. Diesen nahm er am 3. Oktober 1984 im Tonstudio Flying Cloud Drive Warehouse in Eden Prairie in Minnesota auf. Das Stück besteht im Wesentlichen aus Soundeffekten wie Taubengurren, Windspielklängen, Glocken sowie dem Refrain und mehreren rückwärts abgespielten Textzeilen aus dem ebenfalls damals unveröffentlichten Song The Dance Electric, der auch auf Purple Rain Deluxe zu finden ist. I’m So Confused ist auf der Tracklist von Prince and the Revolution: Live nicht erwähnt.
Bei dem vorletzten Stück Baby I’m a Star kommt Sheila E. mit vier Mitgliedern ihrer Begleitband auf die Bühne; die Musikerin spielt Perkussion und folgende Mitglieder ihrer Begleitband unterstützen den Song: ihr jüngerer Bruder Juan Escovedo (* 1959), ebenfalls Perkussionist, Saxophonist Eddie Mininfield (Pseudonym Eddie M.), Gitarrist Miko Weaver (* 1957) und Keyboarderin Susie Davis (* 1957). Außerdem tritt auch die Band Apollonia 6 auf, die aus den drei Sängerinnen Apollonia Kotero (* 1959), Brenda Bennett (* 1962) und Susan Moonsie (* 1964) bestand; mit Moonsie war Prince im Jahr 1981 partnerschaftlich liiert. Die Girlgroup ließ er extra für das Konzert in Syracuse einfliegen, damit sie bei den Zugaben auftreten konnte. Zudem gastieren bei Baby I’m a Star die drei Begleitsänger und Tänzer Jerome Benton (* 1962), Greg Brooks und Wally Safford (* 1959; † 2022); Benton war damals Mitglied von der von Prince produzierten Band The Time, und Brooks und Safford werden in den Credits als „Dancing Security“ erwähnt. Ferner tritt ein zirka 11-jähriger Junge mit Namen „Little Dominic“ (≈ † 2001) als Tänzer auf. Bis auf Benton und Little Dominic sind alle genannten Künstler auch bei dem letzten Stück Purple Rain auf der Bühne anwesend.

## Titelliste und Veröffentlichungen
| CD-1/1 | Let’s Go Crazy a                      | 6:03  | 1984: Purple Rain                             |
| CD-1/2 | Delirious                             | 2:51  | 1982: 1999                                    |
| CD-1/3 | 1999                                  | 5:51  | 1982: 1999                                    |
| CD-1/4 | Little Red Corvette                   | 3:38  | 1982: 1999                                    |
| CD-1/5 | Take Me with U                        | 4:56  | 1984: Purple Rain                             |
| CD-1/6 | Yankee Doodle b (Instrumentalversion) | 6:46  | 1775: unbekannt                               |
| CD-1/7 | Do Me, Baby                           | 2:00  | 1981: Controversy                             |
| CD-1/8 | Irresistible Bitch                    | 1:52  | 1983: B-Seite von Let’s Pretend We’re Married |
| CD-1/9 | Possessed c                           | 4:24  | 2017: Purple Rain Deluxe                      |
| CD-1/10 | How Come U Don’t Call Me Anymore?     | 5:01  | 1982: B-Seite von 1999                        |
| CD-1/11 | Let’s Pretend We’re Married           | 4:26  | 1982: 1999                                    |
| CD-1/12 | International Lover                   | 1:55  | 1982: 1999                                    |
| CD-1/13 | God a                                 | 7:43  | 1984: B-Seite von Purple Rain                 |
| CD-1/14 | Computer Blue d                       | 4:28  | 1984: Purple Rain                             |
| CD-2/1 | Darling Nikki                         | 5:02  | 1984: Purple Rain                             |
| CD-2/2 | The Beautiful Ones                    | 5:16  | 1984: Purple Rain                             |
| CD-2/3 | When Doves Cry                        | 9:28  | 1984: Purple Rain                             |
| CD-2/4 | I Would Die 4 U a                     | 3:26  | 1984: Purple Rain                             |
| CD-2/5 | Baby I’m a Star a                     | 11:33 | 1984: Purple Rain                             |
| CD-2/6 | Purple Rain a                         | 19:25 | 1984: Purple Rain                             |
| Spieldauer: 116:16 min. |                                       |       |                                               |

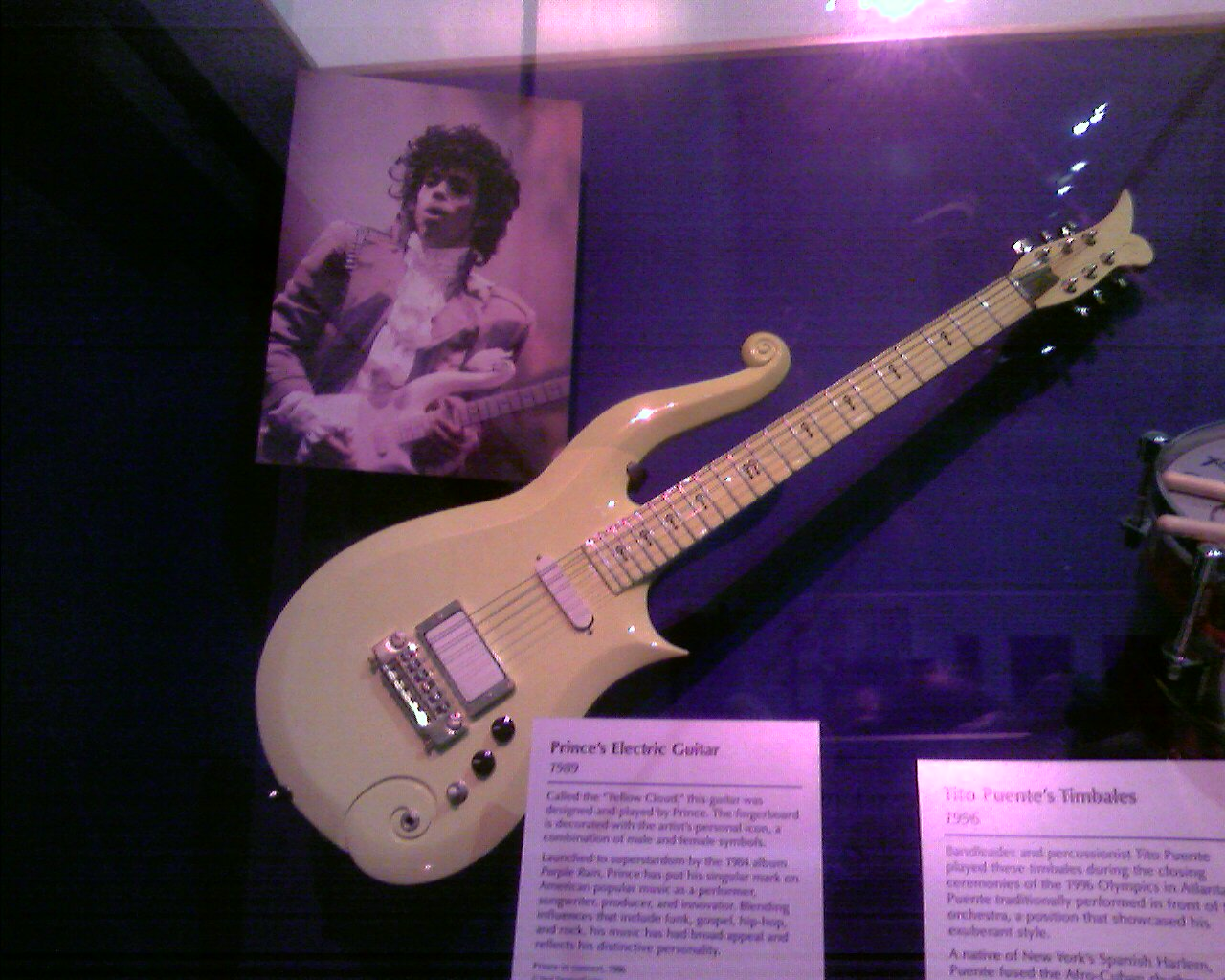
Eines von Prince’ Outfits und seine „Cloud“-Gitarre während der Purple-Rain-Tour

| Autor aller Songs ist Princea Autor: Prince and the Revolutionb Autor: unbekannt, zirka 1775 entstandenc Autor: Prince, 1984 geschrieben, aber erst 2017 auf Purple Rain Deluxe postum veröffentlichtd Autor: Prince, sein Vater John L. Nelson (1916–2001), Lisa Coleman, Wendy Melvoin |                                       |       |                                               |

Prince and the Revolution: Live wurde bereits am 15. Mai 2020 veröffentlicht, allerdings nur für 72 Stunden. Damals erschien eine Audio-Version des Livealbums im Rahmen einer Spendenaktion zugunsten des Solidaritätsfonds zur Bekämpfung von COVID-19 der WHO als kostenpflichtiger Download und als Stream. Die Aktion organisierte The Prince Estate in Zusammenarbeit mit Google LLC und YouTube. Die Spenden wurden von Google bis zu einem Betrag von fünf Millionen US-Dollar (damals 4,6 Millionen Euro) verdoppelt. Obwohl das Livealbum Prince and the Revolution: Live heißt, ist offiziell nur Prince als Interpret angegeben.
Die Doppel-CD mit Blu-ray Disc wurde weltweit am 3. Juni 2022 veröffentlicht. Zudem erschien das Livealbum auf drei LPs in schwarzem Vinyl, dann aber ohne Blu-ray Disc. Außerdem kann es wieder downgeloadet werden. Eine limitierte „Collector’s Edition“ enthält folgendes: das Livekonzert auf Doppel-CD und Blu-ray Disc sowie drei LPs in gold-, lila- und rotfarbenem Vinyl. Außerdem ist ein Poster im Format 24 × 36 cm beigefügt.  Singles wurden nicht ausgekoppelt.

### Blu-ray Disc
Prince and the Revolution: Live wurde erstmals am 29. Juli 1985 auf VHS, Betamax und Laserdisc herausgebracht, auf DVD erschien das Livekonzert am 23. Juni 2017 in der „Expanded Edition“ von Purple Rain Deluxe. Auf Blu-ray Disc wurde es zusammen mit der Doppel-CD am 3. Juni 2022 veröffentlicht.
Die ursprüngliche Videoquelle wurde digital überarbeitet, restauriert und farbkorrigiert. Die Blu-ray Disc zeigt das Livekonzert in 1080p HD mit Stereo-, 5.1 Surround- und Dolby-Atmos-Ton. Für die digitale Überarbeitung war Toningenieur Chris James zuständig, der von 2012 bis 2015 mit Prince zusammengearbeitet und auch an dessen letztem Studioalbum HITnRUN Phase Two mitgewirkt hatte. Ferner ist James Mitglied der US-Rockband Self.

### Musikvideos
The Prince Estate veröffentlichte mit Let’s Go Crazy, 1999, Little Red Corvette und I Would Die 4 U vier Musikvideos zu Songs des Livealbums, die alle im Jahr 2022 direkt von der Blu-ray Disc entnommen wurden und somit vom 30. März 1985 stammen. Das Video zu Let’s Go Crazy erschien am 30. März, 1999 am 28. April, Little Red Corvette am 26. Mai und I Would Die 4 U am 3. Juni 2022.

## Mitwirkende

### Musiker

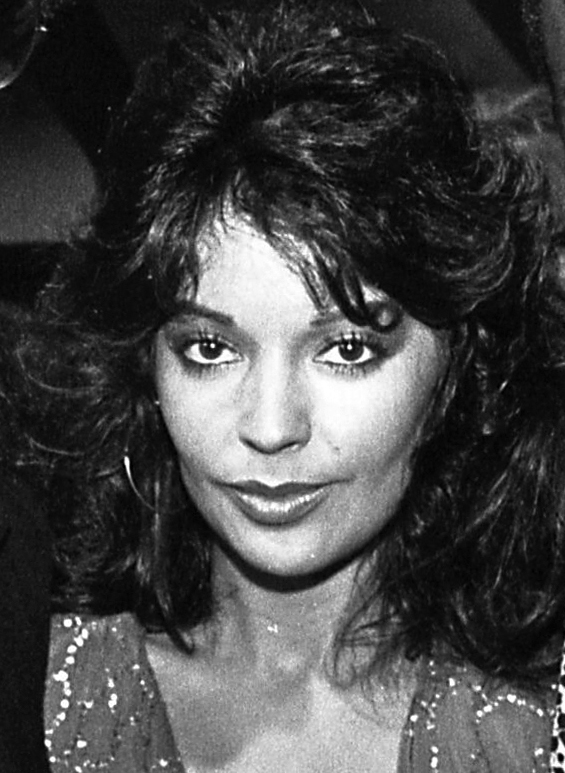
Apollonia Kotero, 1984

Bis auf Yankee Doodle wurden alle Songs von Prince arrangiert, komponiert, produziert und vorgetragen. Folgende Personen begleiteten ihn bei dem Liveaufkonzert:
- Apollonia Kotero – Backing Vocals, Tamburin
- Bobby Z. – Schlagzeug
- Brenda Bennett – Backing Vocals, Tamburin
- Brown Mark – Backing Vocals, E-Bass
- Dr. Fink – Keyboard
- Eddie Minnifield – Saxophon
- Eric Leeds – Saxophon
- Greg Brooks – Tänzer
- Jerome Benton – Tänzer
- Juan Escovedo – Perkussion
- Lisa Coleman – Backing Vocals, Keyboard
- Little Dominic (≈ * 1974; ≈ † 2001) – Tänzer
- Miko Weaver – Rhythmusgitarrist
- Sheila E. – Perkussion
- Susan Moonsie – Tamburin
- Susie Davis – Tamburin
- Wally Safford (* 1959; † 2022) – Tänzer
- Wendy Melvoin – Akustische Gitarre, Backing Vocals

### Technisches Personal
- Andrea Swensson – Liner Notes
- Bernie Grundman – Mastering
- Brad Blackwood – Audio-Mastering
- Chris James – Toningenieur
- Kirk Johnson – A&R, Archiv-Produzent
- Mathieu Bitton – Albumdesign und Artdirector für das Booklet
- Michael Howe – A&R, Archiv-Produzent
- Trevor Guy – A&R, Archiv-Produzent, Albumdesign, Artdirector

### Blu-ray Disc
- Chris James – Dolby Atmos-Mixing
- Dylan Chudzynski – Restaurierung von Grafik-Animation
- Greg Filkins – Digitalisierungsberater
- Mathieu Bitton – Gestaltung der Menü-Fotomontage
- Nancy Jundi – Veredelungsproduzentin
- Paul Becher – Regisseur
- Ramy Katrib – Restaurierungsleiter
- Robert Colby – Überwachungstechniker
- Thomas Galyon – Kolorist, Konservierung und Restaurierung
- Tristan Dolce – Mixing-Assistenz

## Rezensionen
Musikkritiker bewerteten sowohl das Livealbum als auch die DVD / Blu-ray Disc zum Teil hervorragend. Vor allem Prince’ Live-Qualitäten und die musikalischen Fähigkeiten von The Revolution wurden gelobt. Die Website Metacritic errechnete eine Durchschnittsbewertung von 90 %, basierend auf sechs Rezensionen englischsprachiger Medien.
Das Onlinemagazin Musicheadquarter.de zeigte sich begeistert und gab die Höchstanzahl von neun Punkten. Das Konzert sei ein „echtes Highlight“ und gelte als legendär. Es sei „traumhaft“, dass „die energiegeladene Performance“ von Prince and the Revolution als Audio- und Video-Mitschnitt „für die Nachwelt erhalten werde“. Allein „diese geniale Performance“ des letzten Songs Purple Rain sei wert, sich „dieses CD/Blu-ray-Paket“ zuzulegen. Zwar wirke der Sound an wenigen Stellen „etwas blechern und ist in den Höhen manchmal verrauscht“, was aufgrund des Alters des Materials aber „kein Wunder“ sei und „das Hörerlebnis nur minimal“ störe. Die „Aufmachung“ des Albums sei „sehr schön“ und als Fazit zog Musicheadquarter.de: „Prädikat: Besonders wertvoll! Ein Ausnahmekünstler auf seinem Karrierehöhepunkt“.
Gerrod Harris von der Website Spillmagazine.com gab mit fünf Punkten ebenfalls die Höchstanzahl. Prince and the Revolution: Live sei eine „wirklich spektakuläre Dokumentation eines der größten Künstler der Geschichte“. Ein „absoluter Höhepunkt“ sei die Darbietung von The Beautiful Ones. Das Livealbum übertreffe alle Erwartungen und stelle eine „makellose Dokumentation“ dar.
Andy Price von der Website Guitar.com verteilte mit viereinhalb von fünf Sternen fast die Höchstanzahl. Er bezeichnete das Livekonzert als „die krönende Leistung eines Musikers, der sich beharrlich an die Spitze der popkulturellen Pyramide vorgearbeitet hatte“. Vor allem Prince’ „blitzschnelles Gitarrenspiel“ sei „ein wahrer Ohrenschmaus“; er reiße „Schmerz und Emotionen“ aus seiner „legendären Cloud-Gitarre“. Prince and the Revolution: Live sei „liebevoll restauriert“ und „wirklich in der Gesamtheit zu genießen“. Zusammenfassend meinte Price: „Ein prächtiges Remastering, das die Energie einer Prince-Liveshow mit Sorgfalt, Liebe und Aufmerksamkeit“ einfange.
Shy Thompson von Pitchfork Media verteilte die Note 8,7, wobei zehn die Bestnote ist, und wählte das Livealbum als „Beste Neuauflage“. Im Carrier Dome legten Prince und The Revolution „den Auftritt ihres Lebens hin“. Die Blu-ray Disc würde die DVD „bei weitem“ übertreffen und jedes Detail könne „mit kristallklarer Klarheit wahrgenommen werden“. Obwohl die Tonqualität des Albums „besser denn je“ klinge, sei diese aber „am besten zusammen mit dem atemberaubenden Konzertmaterial zu erleben“. Prince and the Revolution: Live sei „die Krönung monatelanger unermüdlicher Arbeit“ und ein „veredeltes Juwel“.
Sassan Niasseri von der deutschen Ausgabe des US-Musikmagazins Rolling Stone gab vier von fünf Sternen. Zwar sei das Syracuse-Konzert im Vergleich zu den anderen beiden „VHS-Veröffentlichungen“ Prince – Sign O’ the Times (1987) und Lovesexy Live 1 und 2 (1989) aus den 1980er Jahren „die am wenigsten ansprechende“, aber Prince und The Revolution gäben „Frontalunterricht in Funk“. Die jeweiligen Liveversionen von den Albumsongs auf Purple Rain müssten einen direkten Vergleich mit den Studioversionen „nicht scheuen“. Doch die Kameraaufnahmen wirkten „viel zu dunkel“ und implizierten wenige „Publikumseinblendungen, in denen nichts zu erkennen war“. Abschließend merkte Niasseri an, dass „natürlich die Kuh gemolken“ werde, weil das Konzert bereits 2017 auf DVD herausgebracht worden war.

## Kommerzieller Erfolg

### Chartplatzierungen
| ChartsChartplatzierungen       | Höchstplatzierung | Wochen |
| ------------------------------ | ----------------- | ------ |
| Deutschland (GfK)              | 8 (3 Wo.)         | 3      |
| Österreich (Ö3)                | 15 (1 Wo.)        | 1      |
| Schweiz (IFPI)                 | 7 (2 Wo.)         | 2      |
| Vereinigtes Königreich (OCC)   | 21 (1 Wo.)        | 1      |
| Vereinigte Staaten (Billboard) | 22 (1 Wo.)        | 1      |

### Auszeichnungen für Musikverkäufe
| Land/Region               | Auszeichnungen für Musikverkäufe (Land/Region, Auszeichnung, Verkäufe) | Verkäufe |
| ------------------------- | ---------------------------------------------------------------------- | -------- |
| Vereinigte Staaten (RIAA) | Platin                                                                 | 100.000  |
| Insgesamt                 | 1× Platin ·                                                            | 100.000  |

Hauptartikel: Prince/Auszeichnungen für Musikverkäufe
Am 6. August 1985 wurde die VHS Prince and the Revolution: Live in den USA für 100.000 verkaufte Exemplare mit Platinstatus ausgezeichnet.

## Grammy-Nominierung 1986
Das Livekonzert wurde bei den Grammy Awards 1986 in der Kategorie „Best Music Video, Long Form“ nominiert, gewann aber nicht.